# Shelby Lynne
Shelby Lynne Moorer (Quantico, 22 de outubro de 1968) é uma cantora, compositora e atriz norte-americana. Ficou conhecida pelo disco I Am Shelby Lynne (1999), que lhe rendeu o Grammy Award para artista revelação em 2001.